# 526 př. n. l.

## Události
- Umírá faraon Ahmose II. a jeho nástupcem je jeho syn Psamtek III.

## Hlava státu
Perská říše:
- Kambýsés II.